# Pseudocatolaccus philippiae
Pseudocatolaccus philippiae är en stekelart som beskrevs av Jean Risbec 1960. Pseudocatolaccus philippiae ingår i släktet Pseudocatolaccus och familjen puppglanssteklar.
Artens utbredningsområde är Madagaskar. Inga underarter finns listade i Catalogue of Life.